# Hypocnemis cantator
A Hypocnemis cantator a madarak osztályának verébalakúak (Passeriformes) rendjébe és a hangyászmadárfélék (Thamnophilidae) családjába tartozó faj.

## Rendszerezése
A fajt Pieter Boddaert holland ornitológus írta le 1783-ban, a Formicarius nembe Formicarius Cantatar néven.

## Alfajai
- Hypocnemis cantator cantator (Boddaert, 1783)
- Hypocnemis cantator notaea Hellmayr, 1920[2]

## Előfordulása
Dél-Amerika északi részen, Brazília, Francia Guyana, Guyana, Suriname és Venezuela területén honos. Természetes élőhelyei a szubtrópusi vagy trópusi síkvidéki esőerdők, lombhullató erdők, folyók és patakok környéke. Állandó, nem vonuló faj.

## Megjelenése
Testhossza 11-12 centiméter, testtömege 10-14 gramm.

## Életmódja
Rovarokkal és pókokkal táplálkozik.

## Természetvédelmi helyzete
Az elterjedési területe elég nagy, de az erdőirtások miatt gyorsan csökken, egyedszáma ugyan még növekszik, de csökkenése várható. A Természetvédelmi Világszövetség Vörös listáján mérsékelten fenyegetett fajként szerepel.